# So You Think You Can Dance Australia
So You Think You Can Dance Australia é a versão australiana do reality show So You Think You Can Dance. O show é apresentado por Natalie Bassingthwaighte, com Jason Coleman, Matt Lee e Bonnie Lythgoe atuando como jurados.

## Vencedores
| Participante masculino | Participante feminino |

| Temporada   | Ano(s) | 1º Lugar                           | 2º Lugar                            | 3º Lugar                      | 4º Lugar               | Apresentador             | Jurado(s)                             |
| ----------- | ------ | ---------------------------------- | ----------------------------------- | ----------------------------- | ---------------------- | ------------------------ | ------------------------------------- |
| Temporada 1 | 2008   | Jack Chambers1 (Jazz/Funk/Hip Hop) | Rhys Bobridge1 (Contemporâneo/Jazz) | Kate Wormald (Jazz comercial) | Demi Sorono1 (Hip hop) | Natalie Bassingthwaighte | Bonnie Lythgoe Jason Coleman Matt Lee |
| Temporada 2 | 2009   | Talia Fowler (Balé)                | Charlie Bartley1 (Hip hop)          | Amy Campbell (Contemporâneo)  | Ben Veitch (Jazz)      | Natalie Bassingthwaighte | Bonnie Lythgoe Jason Coleman Matt Lee |
| Temporada 3 | 2010   |                                    |                                     |                               |                        | Natalie Bassingthwaighte | Bonnie Lythgoe Jason Coleman Matt Lee |